# Renzo Del Chicca
Renzo Del Chicca (Livorno, 28 gennaio 1913 – Parma, 20 luglio 1995) è stato un allenatore di pallavolo italiano.
Padre di Franco Del Chicca (1939-2024)

## Carriera

### Ruolo nella storia della pallavolo italiana
Renzo Del Chicca è considerato uno dei padri fondatori del volley nazionale italiano, insieme al modenese Franco Anderlini e al ravennate Angelo Costa.
La FIPAV lo ha inserito nella Hall Of Fame della pallavolo italiana.
È stato uno dei primi allenatori della Nazionale Italiana Maschile di Pallavolo ricoprendo il ruolo dal 1949 al 1953.
Ha fatto parte del Consiglio Nazionale della Fipav dal 1948 al 1961, è stato membro della commissione tecnica delle nazionali italiani di pallavolo fino al 1965 e ha ricoperto il ruolo di osservatore tecnico della Nazionale quando la formazione maschile ha conquistato il bronzo al Campionato Europeo del 1948 a Praga, prima medaglia italiana in una competizione internazionale di pallavolo.

### Ruolo nella storia della pallavolo parmigiana

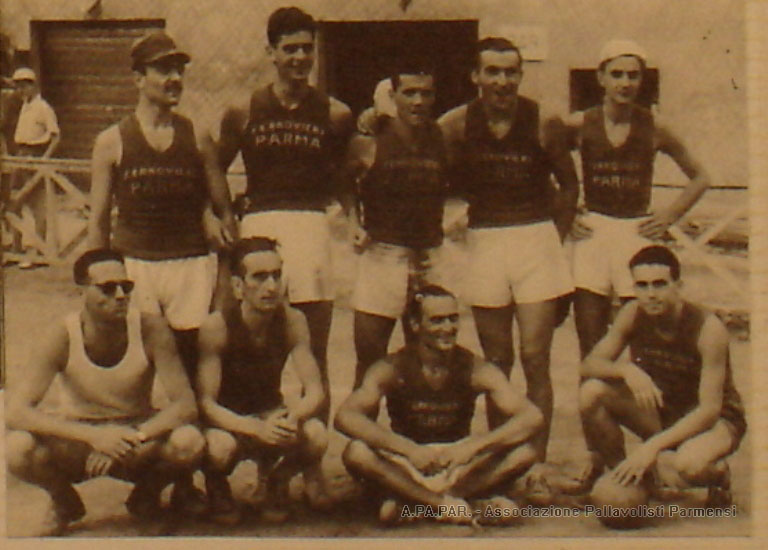
Del Chicca (accosciato, primo da sinistra)) allenatore della Ferrovieri Parma campione d'Italia 1950

Al termine della seconda guerra mondiale, da lui combattuta in Jugoslavia, ha lasciato Livorno per approdare a Parma, con la moglie e i primi tre dei suoi cinque figli, per insegnare educazione fisica.
In quegli anni il Coni ha avuto la felice intuizione di affidargli il compito di promuovere la nascente disciplina della pallavolo.
Dal 1947 al 1971 è stato fondatore, allenatore e, contemporaneamente, dirigente della principale squadra cittadina. La sua Ferrovieri Parma, in seguito ribattezzata Pallavolo Parma, è approdata al massimo campionato nazionale di serie A nel 1948, piazzandosi fin dai primi anni con regolarità nei primi posti della classifica finale. I risultati di maggior spicco sono stati sicuramente la vittoria dello scudetto nelle stagioni 1949-50, 1950-51 e 1968-69.
La società si è sempre mantenuta in serie A nel periodo in cui è stato allenatore.
Dal 1971 abbandona il ruolo di allenatore della prima squadra, per dedicarsi esclusivamente ai giovani e a ruoli dirigenziali in altre squadre parmigiane. Già precedentemente aveva però dimostrato grande talento nello scoprire e far crescere giovani promesse pallavolistiche. Molti atleti approdati con successo alla nazionale italiana prima del 1970, avevano infatti cominciato a giocare a pallavolo e avevano raggiunto l'apice della propria carriera con lui. Fra questi i più famosi sono stati Bruno Estasi, Alfredo Rasori, Carlo Alberto Moisè, Luigi Roncoroni, Alberto Scotti, Paolo Gazza e Pietro De Angelis.

## Riconoscimenti
Nel 1987 il Comune di Parma gli ha assegnato il Premio Sant'Ilario d'Oro, massima onorificenza cittadina quale riconoscimento per coloro che hanno portato lustro alla città a livello nazionale e internazionale.
Nel 1988 il Coni gli conferisce la Stella d'oro al merito sportivo, onorificenza consegnatagli direttamente dal presidente Sandro Pertini
Agli inizi degli anni 2000, la Provincia di Parma ha intitolato al professor Renzo Del Chicca il complesso di palestre dell'Istituto per Geometri "Camillo Rondani" e dell'Istituto di Ragionieria "Macedonio Melloni" di Parma.
Nel Novembre 2013 gli viene intitolata una palestra a Livorno, sua città natale.
Nel 2014 l'Apapar - Associazione Pallavolisti Parmensi, appoggiata da alcuni Consiglieri Comunali, ha chiesto ufficialmente al Comune di Parma e poi ottenuto di intitolare alla memoria del professor Del Chicca una via cittadina.

## Palmarès

### Allenatore

#### Club
- Campionato italiano: 3

Parma: 1950, 1951, 1968-69